# 126905 Junetveekrem
126905 Junetveekrem è un asteroide della fascia principale. Scoperto nel 2002, presenta un'orbita caratterizzata da un semiasse maggiore pari a 2,9796160 au e da un'eccentricità di 0,0666328, inclinata di 11,36991° rispetto all'eclittica.
L'asteroide è dedicato a June Tveekrem, collaboratrice del progetto OSIRIS-REx.